# Villar del Humo
Villar del Humo és un municipi de la província de Conca, a la comunitat autònoma de Castella-La Manxa.